# Francesca Rettondini
Francesca Rettondini (Verona, 7 de marzo de 1971) es una supermodelo y actriz italiana. 

## Biografía
Nacida el 7 de marzo de 1971 en Verona, Italia. Su carrera comenzó con una participación en la película Ninfa Plebea, donde compartió créditos con el actor italiano Raoul Bova.
Francesca ganó popularidad mundial tras participar en la película de terror Ghost Ship del director estadounidense Steve Beck, donde interpretó a la atractiva cantante Francesca. Esta película fue rodada en 2001 y estrenada el 13 de septiembre de 2002, siendo un verdadero éxito en taquilla.
Para el 2004 rueda dos cortometrajes: una comedia llamada Cronaca Rosa ambientada en el mundo de las celebridades, y otro rodada en Cuba, cuya temática es el misterio.
En el 2012 se vio involucrada en el naufragio del Costa Concordia cuando se encontraba rodando un programa para la televisión Italiana Ese mismo año rueda la película Nero Infinito donde interpreta a una agente de policía que quiere detener a un asesino en serie.
En la actualidad es propietaria de la productora Starlight Video Productions, con la cual ha producido dos cortometrajes y actualmente se encuentra en la preproducción de su primera película. La producción del cortometraje Il Ciocolatino le valió un premio en el Festival de Cine de Venecia del 2020; este último trabajo cinematográfico está basado en la experiencia que tiene su madre con la enfermedad del Alzehimer.
El 13 de marzo de 2021  estrena la película Dolcemente complicate.
Para el 2022 tiene pendiente dos películas a estrenar; la primera Lupo Bianco (que aborda el tema de la primera pandemia Covid-19) y la segunda una comedia sobre Mafias llamada Una Preghiera Per Giuda, rodada en Sicilia.

## Cine
- 2022 - Una preghiera Per Giuda. Junto a Danny Trejo y Natalie Burns[10]
- 2022 - Lupo Bianco[11]
- 2021 - Dolcemente Complicate
- 2019 - Il pioccolo Viscovo
- 2018 - Il ciocolattino  (cortometrjae)
- 2016 - Per i nemici Nora (cortometraje)
- 2015 - Rosso Mile Miglina .... Elena
- 2013 - Nero infinito .... Elena Raquino
- 2012 - Baci Salati .... Maria Rita
- 2010 - Border Line
- 2005 - DeKronos - Il demone del tempo .... Stefania
- 2005 - L'apocalisse delle scimmie
- 2004 - Intrigo a Cuba
- 2003 - Elisa di Rivombrosa .... Clelia Bussani
- 2003 - Cronaca Rosa (cortometraje)
- 2002 - Ghost Ship .... Francesca
- 2001 - Angelo il custode .... Simona
- 2000 - Il Conte di Melissa
- 1996 - Ninfa plebea .... Donna Pentita (no acreditada)
- 1996 - Un inverno freddo freddo .... Luana
- 1995 - Ragazzi della notte .... Sonia